# Banjo-Pilot
Banjo-Pilot (inicialmente Diddy Kong Pilot) es un videojuego de carreras de pilotos para Game Boy Advance protagonizado por los personajes de los videojuegos de Banjo-Kazooie. Similar a las carreras en avioneta de Diddy Kong Racing, los jugadores pueden competir alrededor de diversos escenarios del universo de Banjo-Kazooie. Banjo-Pilot fue desarrollado por Rare y publicado por THQ, saliendo al mercado en enero de 2005 en Japón y en marzo del mismo año en Europa y Estados Unidos.

## Personajes
- Banjo, el oso.
- Kazooie, la pájara de cresta rojiza.
- Mumbo Jumbo, el chamán enmascarado.
- Un Jinjo morado.
- Humba Wumba, una chamán nativa americana.
- Gruntilda, la bruja.
- Klungo, el leal siervo de Gruntilda.
- Bottles, el topo miope.
- Jolly Roger, la rana.

## Modos de juego
Grand Prix
En este modo, compites contra otros personajes en una serie de circuitos para conseguir puntos. Existen cuatro copas diferentes con 4 circuitos y un jefe final cada uno. Una vez completado un campeonato se conseguirá un trofeo dependiendo de la posición final.
Los diferentes Grand Prix son:
- GP Bottles
- GP Grunty
- GP Resistencia
- GP Jinjo

Carrera rápida
En este modo, puedes correr una carrera rápida con cualquiera de los personajes que tengas desbloqueados. Puedes elegir entre los circuitos de los GP de Bottles y Gruntilda.
Contrarreloj
En este modo, correrás contra el fantasma de Bottles o Gruntilda para intentar batir el mejor tiempo del circuito que elijas.
Trofeos
Aquí puedes ver todos los trofeos que vas consiguiendo a lo largo del juego. Hay también un álbum de fotos donde completar todos los desafíos del juego.
Desafío Jiggy
En este modo has de conseguir seis Jiggys en cada circuito de los Grand Prix de Bottles y Gruntilda a la vez que intentas quedar primero en cada carrera.
Cheato
Aquí, Cheato, el libro de trucos, te venderá diversos trucos a cambio de páginas que irás consiguiendo a lo largo del juego.

## Objetos
Cuando los jugadores consiguen coger un panel de miel durante la carrera, reciben a cambio un objeto que poder utilizar. Los objetos a conseguir pueden ser los siguientes:
- Pluma maravillosa - Un escudo de plumas protectoras que hace invencible temporalmente al jugador.
- Máscara de Mingy Jongo - Desactiva temporalmente al resto de jugadores durante unos segundos.
- Turbo-Zapatillas - Aportan al jugador un aumento temporal de la velocidad máxima.
- Platillo peligroso - Derriba al líder de la carrera.
- Huevo de fuego rojo sencillo - Se dispara hacia delante y choca contra el oponente más cercano, prendiéndole fuego.
- Huevo de fuego rojo triple - Igual que el huevo de fuego sencillo, pero esta vez se incluyen tres huevos.
- Huevo de hielo azul sencillo - Cae por detrás de la avioneta como una mina, permaneciendo en el circuito hasta que un jugador choque con ella.
- Huevo de hielo azul triple - Igual que el huevo de hielo sencillo, pero esta vez se incluyen tres huevos.